# Видмер, Сильван
Сильван Доминик Видмер (нем. Silvan Dominic Widmer, род. 5 марта 1993 года, Шпрайтенбах, Аргау) — швейцарский футболист, защитник клуба «Майнц 05» и национальной сборной Швейцарии. Участник двух чемпионатов Европы (2020 и 2024) и чемпионата мира 2022.

## Клубная карьера
Воспитанник футбольного клуба «Вюренлос». Также на молодёжном уровне играл в клубах «Баден» и «Арау». В сезоне 2010/11 играл за фарм-клуб «Арау II». Сыграл 9 матчей и забил два мяча. 23 июля 2011 года дебютировал во взрослой команде в матче против «Винтертура». Свой первый гол Видмер забил 21 ноября 2011 года в матче против «Санкт-Галлена». В общей сложности, Видмер за «Арау» сыграл 65 матчей в Челлендж-лиге и забил 11 мячей. Летом 2012 года Видмер подписал контракт с испанской «Гранадой», сумма трансфера составила 750 тыс. евро. Однако, Видмер за «Гранаду» не сыграл ни одного матча и провёл сезон 2012/13 в аренде в своём бывшем клубе «Арау». Летом 2013 года «Гранада» продала Видмера итальянскому «Удинезе». Дебютировал в клубе 3 ноября 2013 года в матче против миланского «Интера».

## Международная карьера
Видмер ранее представлял юниорские сборные Швейцарии до 18 и 19 лет, а также молодёжную сборную. В национальной сборной Видмер дебютировал 14 октября 2014 года в матче отборочного турнира ЧЕ-2016 против сборной Сан-Марино, где на 59-й минуте матча заменил Штефана Лихштайнера. Швейцарцы выиграли этот матч со счётом 0:4.
Первый гол за сборную Швейцарии Видмер забил 6 июня 2020 года в ворота сборной Германии в рамках Лиги наций.

## Достижения
«Арау»
- Победитель Челлендж-лиги: 2012/13
- Вице-чемпион Челлендж-лиги: 2011/12